# Philodoria pipturicola
Philodoria pipturicola är en fjärilsart som beskrevs av Otto Herman Swezey 1915. Philodoria pipturicola ingår i släktet Philodoria och familjen styltmalar. Inga underarter finns listade i Catalogue of Life.